# Velsen-Zuid
Velsen-Zuid (52° 28′ N, 4° 39′ L) é uma cidade dos Países Baixos, na província de Holanda do Norte. Velsen-Zuid pertence ao município de Velsen, e está situada a 9 km a norte de Haarlem.
A cidade de Velsen-Zuid alberga cerca de 930 habitantes. A área de Velsen-Zuid, que também inclui as partes periféricas da cidade, bem como a zona rural circundante, tem uma população estimada em 1790 habitantes.